# Арамчаги
Арамчаги — упразднённая деревня в Ширинском районе Хакасии России. На момент упразднения входила в состав Борцовского сельсовета. Исключена из учётных данных в 1972 году.

## География
Располагалась на восточном склоне Чулымо-Енисейской впадины хребта Арамчак, восточнее горы Чёрный Камень, на расстоянии примерно 15 километров (по прямой) к северу от села Борец.

## История
До 1958 года являлось отделением Карасукского совхоза; затем передано в состав совхоза «Борец». В 1965 году передано в состав вновь образованного совхоза «Восток» с центральной усадьбой в селе Ворота.
Решением Красноярского крайисполкома № 471 от 19.07.1972 года деревня Арамчаги исключена из учётных данных.